# Stéphane Karo
Stéphane Karo (* 9. Januar 1960 in Brüssel; † 15. November 2016 ebenda) war ein belgischer Musikproduzent und Filmkomponist. Er war Mitbegründer, künstlerischer Leiter und Manager von Taraf de Haïdouks, Koçani Orkestar und Mahala Rai Banda.

## Leben und Wirken
Karo war zunächst Mitglied der belgischen Band Des Airs. Als er in den 1980er Jahren mit seinem Freund Michel Winter in das kommunistische Rumänien reiste, nachdem er von beeindruckenden Musikern aus Clejani bei Bukarest gehört hatte, verliebte er sich in die Roma-Musik. Er versammelte die besten Musiker zu einem Roma-Orchester und ging mit ihnen auf Tournee. Der so entstandene Taraf de Haïdouks wurde zu einer Inspiration für viele künftige Roma-Bands. Das 1990 bei dem Label Crammed Disc veröffentlichte Album beeinflusste maßgeblich den Balkan-Pop-Boom in Europa und Nordamerika. Karo und Winter arbeiteten außerdem mit dem makedonischen Koçani Orkestar und der Bukarester Band Mahala Raï Banda zusammen. Karos Lebensgeschichte lässt sich zudem in Tony Gatlifs Film Gadjo Dilo nachvollziehen: Wie der Protagonist heiratete Karo eine Roma-Frau. Stéphane Karo lieferte überdies die Filmmusik für Bergmannskind (rum. Matei copil miner, 2013) und Baiat de lemn (2017) und war als Manager von Taraf de Haïdouks an In stürmischen Zeiten (2000) beteiligt.